# Quercus marilandica
Quercus marilandica är en bokväxtart som först beskrevs av Carl von Linné, och fick sitt nu gällande namn av Otto von Münchhausen. Quercus marilandica ingår i släktet ekar, och familjen bokväxter. Inga underarter finns listade.

## Bildgalleri

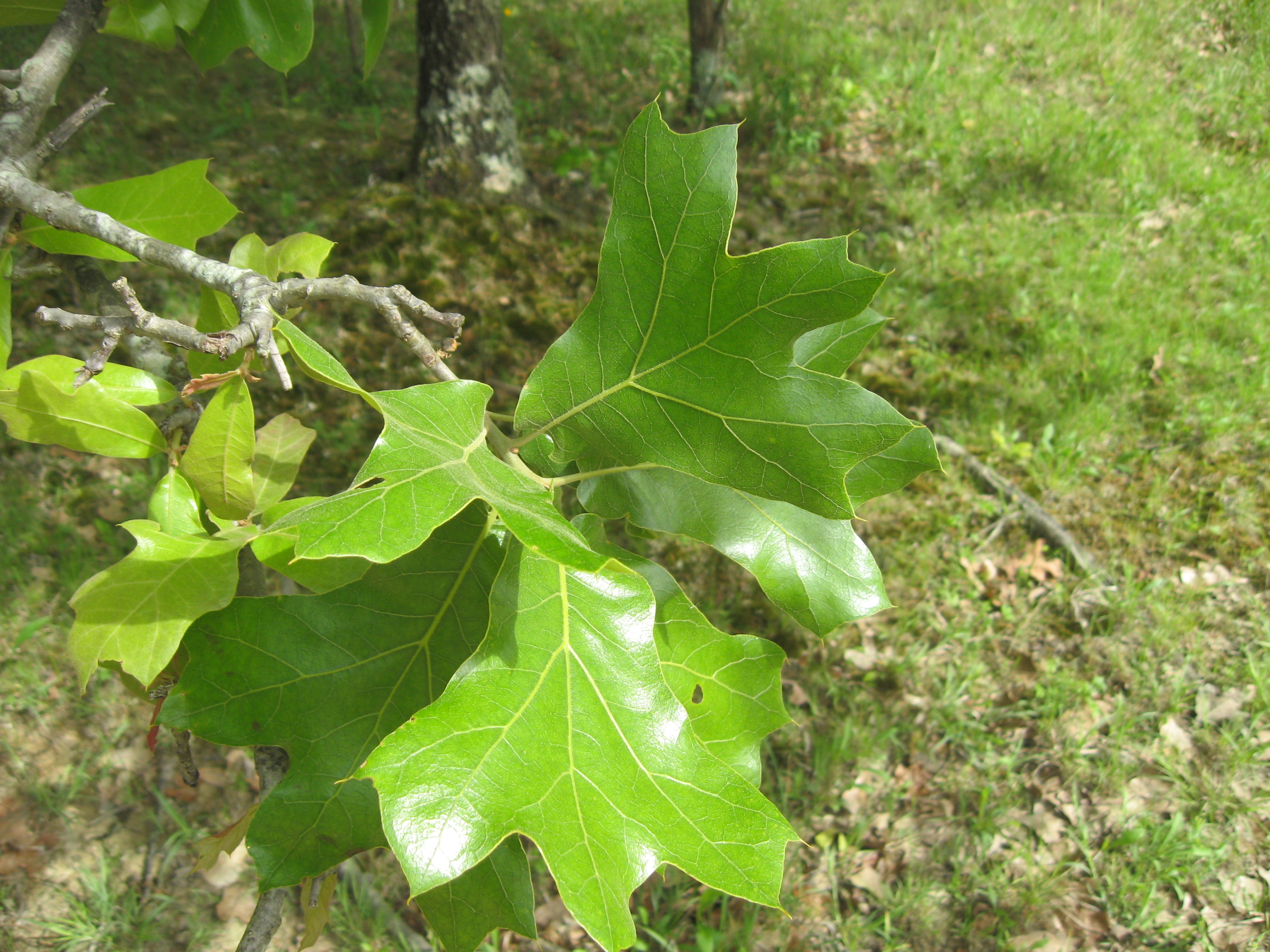
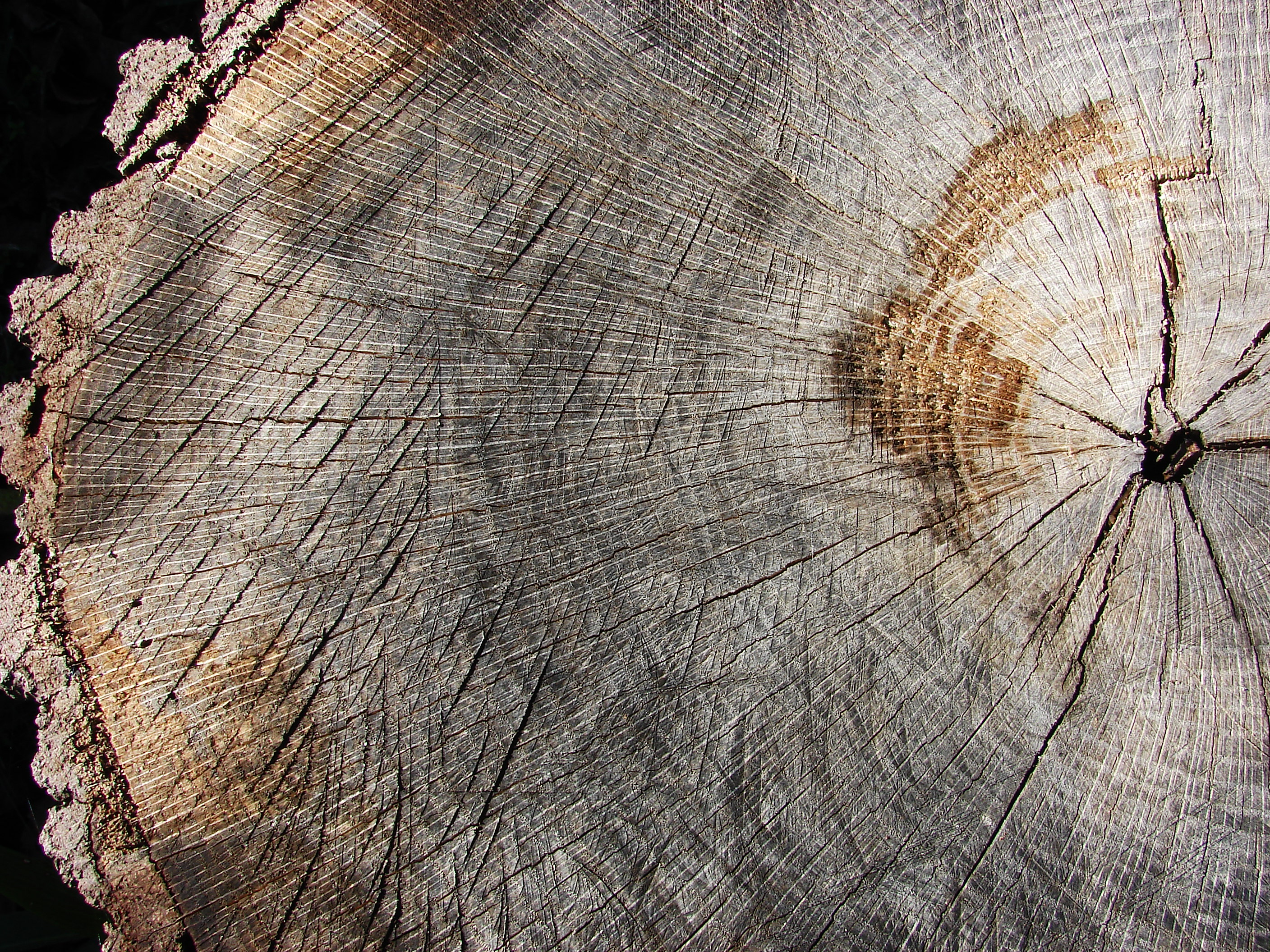